# Mozzanica
Mozzanica – miejscowość i gmina we Włoszech, w regionie Lombardia, w prowincji Bergamo.
Według danych na styczeń 2009 gminę zamieszkiwało 4601 osób przy gęstości zaludnienia 493,1 os./1 km².